# Commission d'assistance à un Cuba libre
 (mai 2024).
Si vous disposez d'ouvrages ou d'articles de référence ou si vous connaissez des sites web de qualité traitant du thème abordé ici, merci de compléter l'article en donnant les références utiles à sa vérifiabilité et en les liant à la section « Notes et références ».

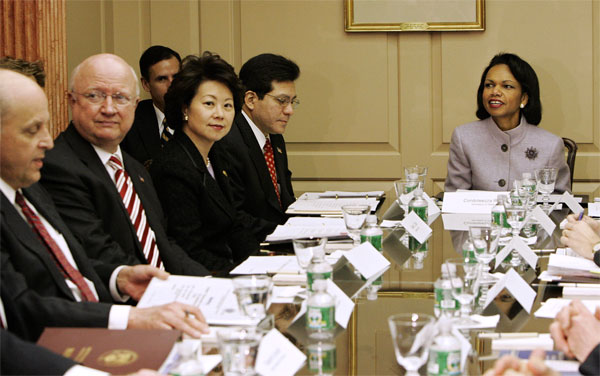
La secrétaire d'État américaine Condoleezza Rice convoque une réunion de la Commission en décembre 2005.

Le 10 octobre 2003, le président américain George W. Bush met en place la Commission des États-Unis pour l'assistance à un Cuba libre (CAFC) pour, selon lui, examiner les moyens par lesquels les États-Unis peuvent accélérer et à faciliter une transition démocratique à Cuba.

## Membres
La commission, coprésidée par Condoleezza Rice et Carlos Gutierrez, comprend tous les organismes relevant du cabinet. Les principales agences responsables des opérations quotidiennes de la Commission comprennent le secrétaire d'État des États-Unis (président), le secrétaire au Logement et au Développement urbain des États-Unis, le secrétaire au Trésor, le secrétaire au Commerce, le secrétaire à la Sécurité intérieure des États-Unis, l'assistant du Président pour les Affaires de Sécurité Nationale, l'administrateur de l'Agence des États-Unis pour le développement international ou leurs représentants. 
Le groupe central entreprend le travail quotidien de la commission. Toutes les agences gouvernementales américaines peuvent être appelées à apporter leur soutien aux travaux de la commission en vertu du pouvoir que lui confère la directive présidentielle 29 sur la sécurité nationale de créer et de mettre en place des groupes de travail.

## Premier rapport
Le premier rapport de la commission, rendu public le 6 mai 2004, expose un plan visant à apporter des changements sur l'île et décrit de nombreux domaines perçus comme problématiques ainsi que des solutions pour les résoudre.

## Deuxième rapport
La commission publie un deuxième rapport, en juillet 2006, qui s'appuie sur les conclusions du premier. Il publie également le « Pacte avec le peuple cubain », dans lequel il s'engageait à ce que le gouvernement américain aide un gouvernement de transition.

## Réponse du gouvernement cubain
Fidel Castro a traité Rice de « folle » et le dirigeant de la mission américaine à La Havane, Michael E. Parmly, de « petit gangster » et de « brute ». Il a insisté, que malgré la création de la commission, Cuba elle-même est « en transition vers le socialisme [et] vers le communisme » et qu'il est « ridicule pour les États-Unis de menacer Cuba maintenant ».